# ريتش أندرسون (سياسي)
ريتش أندرسون (بالإنجليزية: Richard Anderson)‏ هو سياسي أمريكي، ولد في 30 مايو 1955 في روانوك في الولايات المتحدة. حزبياً، نشط في الحزب الجمهوري.

## وصلات خارجية
- الموقع الرسمي